# Iman Vellani
Iman Vellani, née le 12 août 2002 à Karachi au Pakistan, est une actrice canado-pakistanaise, à partir de 2022 elle interprète Kamala Khan / Miss Marvel dans l'univers cinématographique Marvel.

## Biographie
Iman Vellani est née le 12 août 2002 à Karachi au Pakistan,.
Elle est diplômée du lycée d'Unionville (Ontario).

## Carrière
Iman Vellani a été sélectionnée comme membre du TIFF Next Wave Committee (qui assure la promotion des acteurs de moins de 25 ans) lors du Toronto International Film Festival,.
En Décembre 2020, Iman Vellani est choisie pour interpréter le rôle de Kamala Khan dans la série de Disney+ Ms. Marvel en 2022, marquant ses débuts à l'écran,. Elle reprendra son rôle dans le film The Marvels en 2023, aux côtés de Brie Larson et Teyonah Parris.

## Filmographie

### Cinéma
- 2023 : The Marvels : Kamala Khan / Miss Marvel
- 2025 : La Ferme des animaux (Animal Farm) d'Andy Serkis (voix)

### Télévision
- 2022 : Miss Marvel : Kamala Khan / Miss Marvel (6 épisodes)